# Haustorius orientalis
Haustorius orientalis is een vlokreeftensoort uit de familie van de Haustoriidae. De wetenschappelijke naam van de soort is voor het eerst geldig gepubliceerd in 2005 door Bellan-Santini.